# Деріан (містечко, Вісконсин)
Деріан (англ. Darien) — місто (англ. town) в США, в окрузі Волворт штату Вісконсин. Населення — 1651 особа (2020).

## Демографія
Згідно з переписом 2010 року, у місті мешкали 1693 особи в 629 домогосподарствах у складі 467 родин. Було 664 помешкання
Расовий склад населення:
| - 92,9 % — білих - 0,2 % — чорних або афроамериканців - 0,1 % — корінних американців - 0,1 % — азіатів - 5,0 % — осіб інших рас |

До двох чи більше рас належало 1,7 %. Частка іспаномовних становила 16,0 % від усіх жителів.
За віковим діапазоном населення розподілялося таким чином: 20,4 % — особи молодші 18 років, 63,2 % — особи у віці 18—64 років, 16,4 % — особи у віці 65 років та старші. Медіана віку мешканця становила 45,8 року. На 100 осіб жіночої статі у місті припадало 107,5 чоловіків;  на 100 жінок у віці від 18 років та старших — 106,6 чоловіків також старших 18 років.
Середній дохід на одне домашнє господарство  становив 80 193 долари США (медіана — 64 688), а середній дохід на одну сім'ю — 85 359 доларів (медіана — 69 821). Медіана доходів становила 48 616 доларів для чоловіків та 36 016 доларів для жінок. За межею бідності перебувало 4,9 % осіб, у тому числі 3,0 % дітей у віці до 18 років та 1,0 % осіб у віці 65 років та старших.
Цивільне працевлаштоване населення становило 1031 особа. Основні галузі зайнятості: виробництво — 27,0 %, освіта, охорона здоров'я та соціальна допомога — 15,1 %, транспорт — 12,9 %.